# Ceratomia catalpae

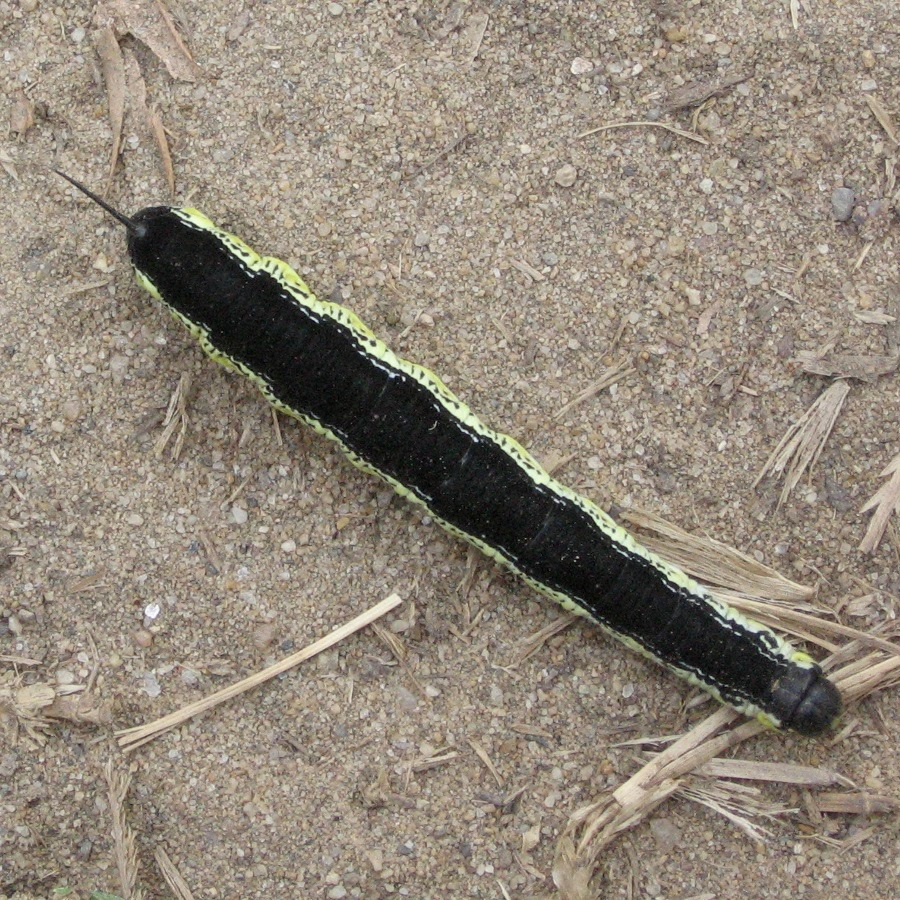
Raupe von oben

Ceratomia catalpae ist ein Schmetterling (Nachtfalter) aus der Familie der Schwärmer (Sphingidae). Die Falter sehen Ceratomia undulosa ähnlich, die Raupen unterscheiden sich aber deutlich von allen anderen Arten der Gattung Ceratomia. Deshalb ist es möglicherweise notwendig, die Art in eine eigene Gattung zu stellen, eine solche wurde bislang aber noch nicht vorgeschlagen. Die Raupen werden im Südosten der Vereinigten Staaten „fish worms“ genannt und auf Grund ihrer Häufigkeit als Köder zum Angeln verwendet.

## Merkmale
Die Falter haben eine Vorderflügellänge von 27 bis 45 Millimetern. Sie sehen Ceratomia undulosa ähnlich, unterscheiden sich jedoch in der Vorderflügelmusterung. Die Musterung besteht bei Ceratomia undulosa fast immer stark kontrastierend aus Grautönen, Weiß und Schwarz. Auch ist auf der Oberseite eine deutliche weiße Mediallinie und ein weißer Diskalfleck sowie eine weiße Binde am Außenrand-Saum ausgebildet. Bei Ceratomia catalpae ist die Musterung durch eine stumpfe (Gelblich-)Braunfärbung überdeckt und es fehlen die weißen Elemente. Mittig auf den Vorderflügeln befinden sich bei den meisten Individuen zwei bis fünf dunkle Streifen. Bei manchen Individuen ist die Musterung nur schwach ausgebildet, wodurch sie eine ausgewaschene Erscheinung haben. Der Fleck um die Zelle der Vorderflügel ist grau mit schwarzer Umrandung. Die Oberseite der Hinterflügel ist gelblich-braun mit dunklen Linien. Der spindelförmige Körper der Falter ist grau und 30 bis 35 Millimeter lang.

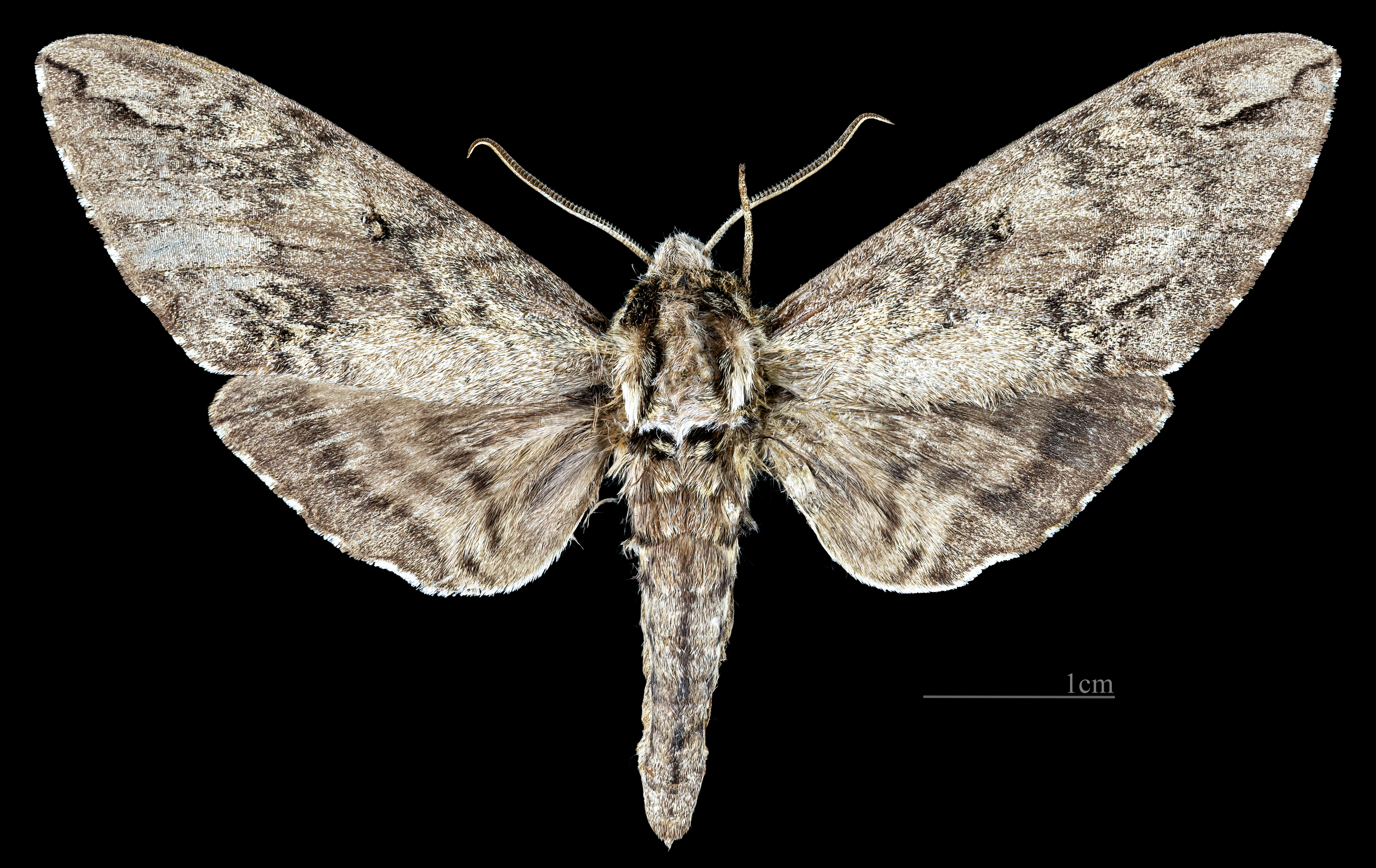
♂
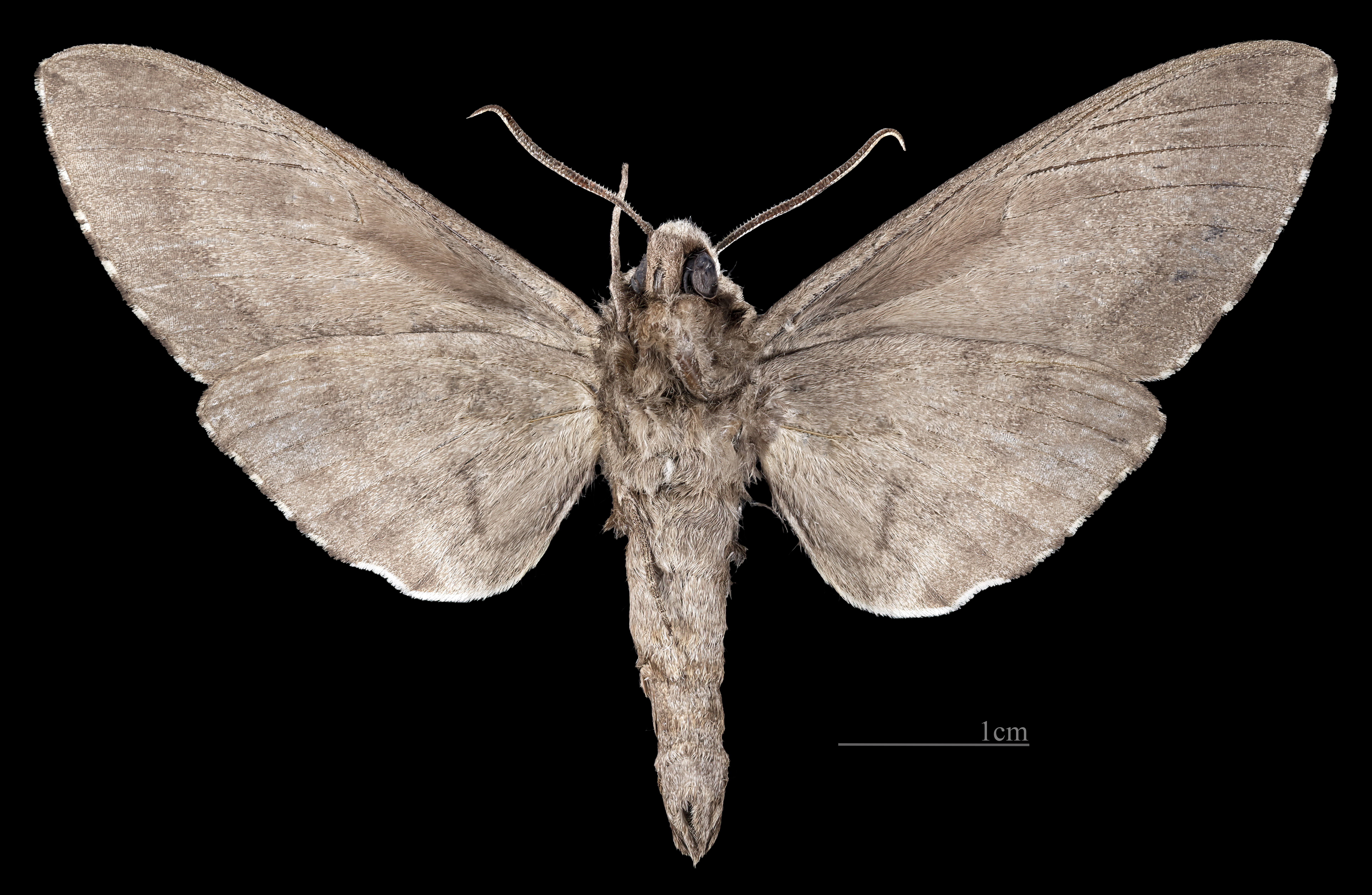
♂ △
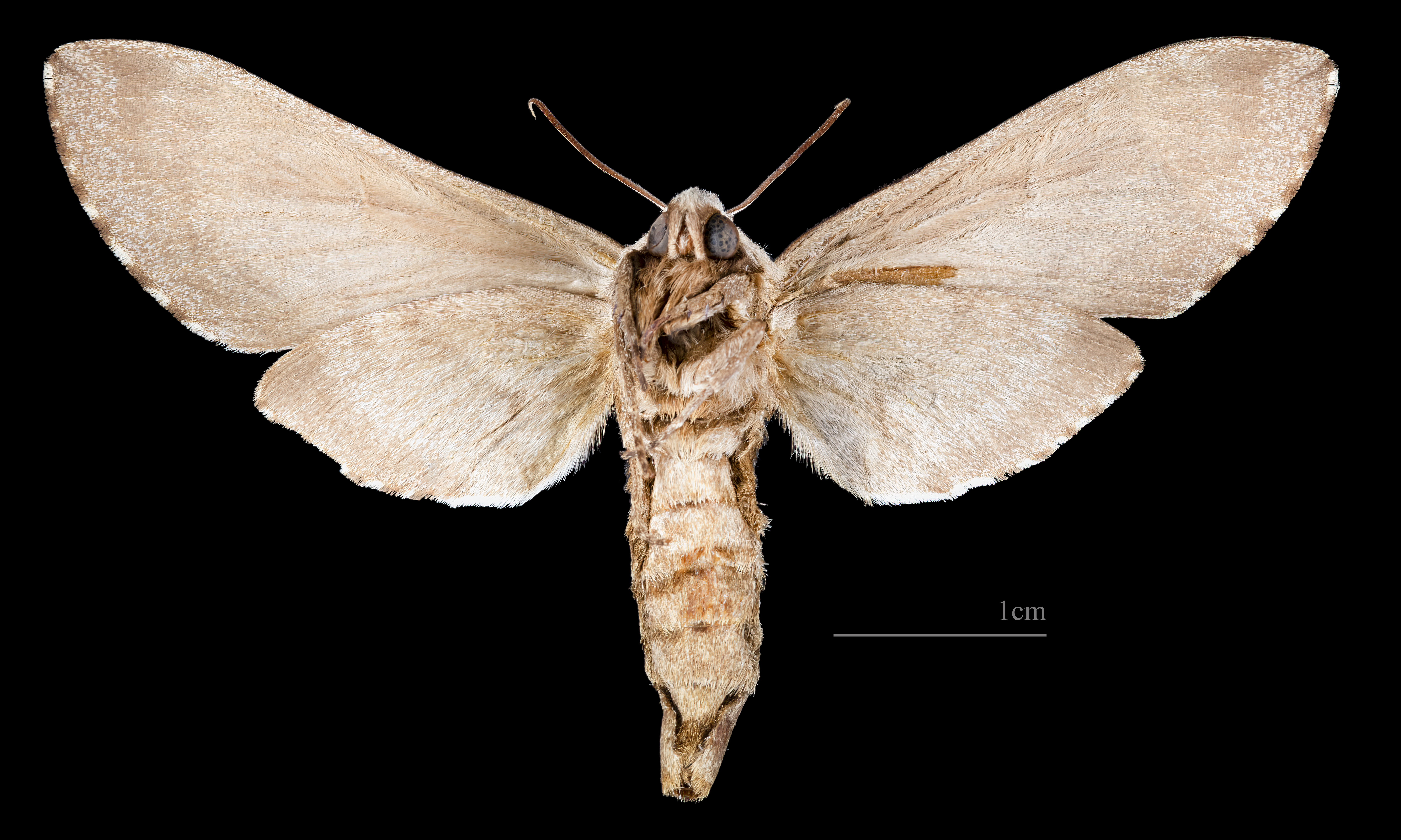
♀
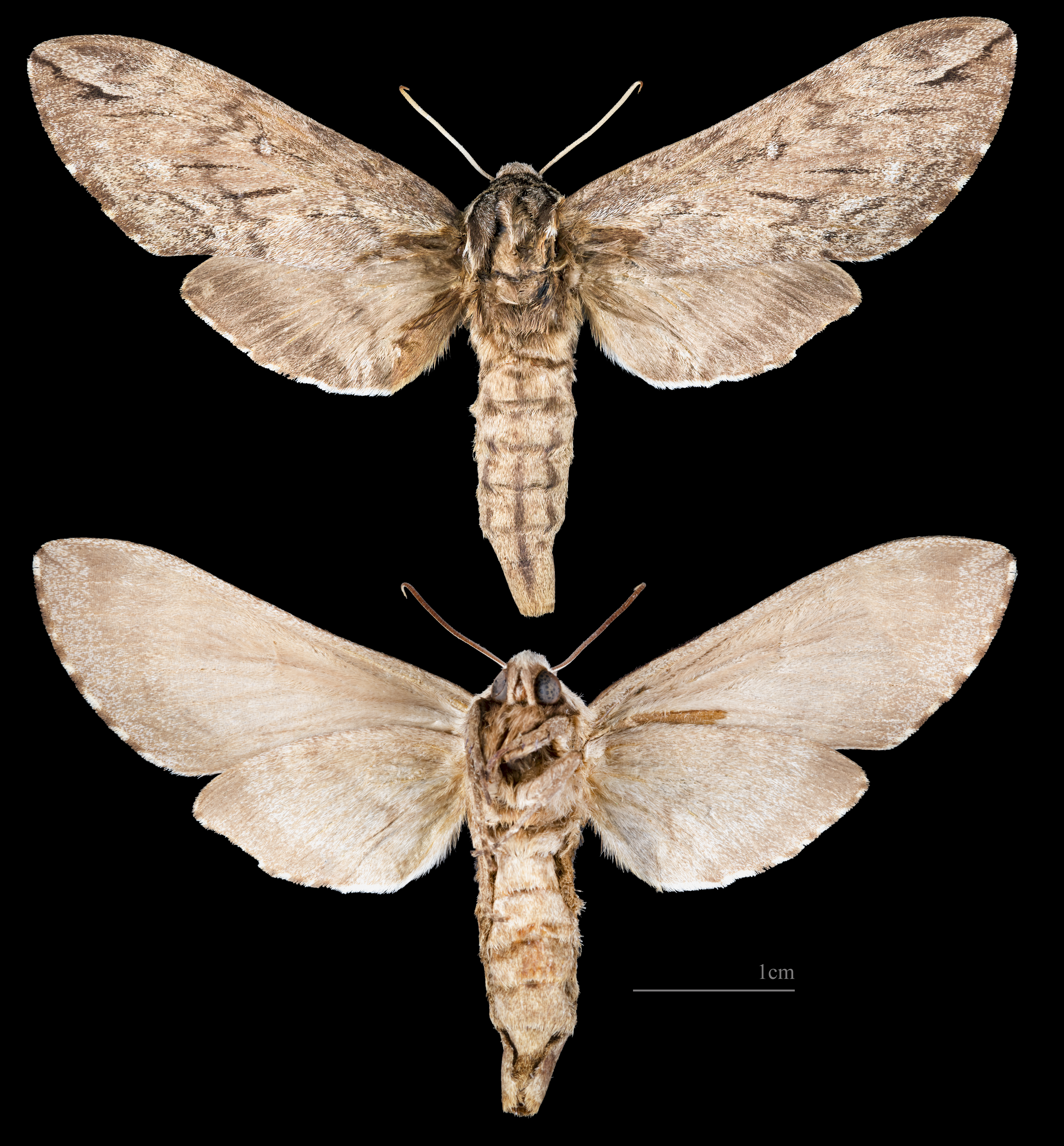
♀ △

Die Raupen sind sehr lang und schlank und haben eine glatte Körperoberfläche. Anfangs sind die Raupen blass und fast weißlich. Im zweiten und dritten Stadium bekommt ihre Farbe mehr und mehr Schwarzanteile. Sie haben ein dünnes, nadelförmiges Analhorn, das etwas nach vorne gekrümmt ist. Die Raupen unterscheiden sich stark von allen anderen Arten der Gattung, die ein fleischiges nach hinten gekrümmtes Analhorn haben. Die Raupen sind in ihrer Färbung sehr variabel. Sie treten auch innerhalb der gleichen Population nicht selten in einer gelben, pinken und grünen Farbvariante auf. Die seitlichen Schrägstreifen sind schwarz. Sie sind entweder scharf abgegrenzt oder am Rücken zu einer breiten, dorsalen Binde verwachsen. Es gibt aber auch Individuen, denen diese Streifen gänzlich fehlen.
Die Puppe ist schlank und hat eine glatte, glänzende Oberfläche. Sie ist gelblich bis kastanienbraun. Ihr kurzer, körniger Kremaster endet in einer stumpfen, bei manchen Arten doppelten Spitze.

## Vorkommen
Die Art ist in weiten Teilen der östlichen Vereinigten Staaten bis an den Rand der Great Plains verbreitet. Sie kommt vom äußersten Süden New Yorks und dem Süden Pennsylvanias bis in den Süden Floridas vor. In den Appalachen, dem Ohio-River- und dem Mississippi-River-Tal kann Ceratomia catalpae sehr häufig sein. Die Art kommt auch im Süden Michigans und im Südwesten Wisconsins vor und ist mit einem einzelnen Nachweis aus Minnesota bekannt. Im Zentrum der Vereinigten Staaten besiedelt sie den Osten Nebraskas, Kansas, Oklahomas und Texas. In Kanada ist sie in Essex County (Ontario), dem äußersten Südwesten der Niagara-Halbinsel und im Süden Manitobas verbreitet. Einzelne Nachweise aus Maine, Massachusetts und Rhode Island waren vermutlich Irrgäste. Sie kommt auch in Mexiko vor.
Ceratomia catalpae besiedelt Laubwälder.

## Lebensweise
Sämtliche Nachweise von Faltern erfolgten bislang am Licht. Der Saugrüssel der Art misst nur etwa fünf Millimeter und die notwendigen Muskeln fehlen oder sind zurückgebildet, weswegen die Falter keine Nahrung aufnehmen können.

### Flug- und Raupenzeiten
Die Falter fliegen von April bis Anfang Oktober. Im Süden Michigans fliegt vermutlich eine Generation mit dem Maximum im Hochsommer. Ansonsten scheint die Art zwei Generationen mit Maxima Anfang Mai und im August auszubilden.

### Nahrung der Raupen
Die Raupen ernähren sich ausschließlich von den Blättern von Trompetenbäumen (Catalpa).

## Entwicklung
Die Weibchen legen ihre Eier in großen Gelegen an der Unterseite von Blättern der Nahrungspflanzen ab. Die Eier sind durchsichtig weißlich, grünlich bis creme-gelb, und mit 0,66 mal 0,5 Millimetern Größe oval. Man kann nicht selten über 70 Eier in einem einzelnen Gelege finden. Die Raupen schlüpfen nach fünf bis sieben Tagen, wobei man sie vor dem Schlupf durch die Schale erkennen kann. Sie leben anfangs gesellig, später meistens, aber wegen hoher Populationsdichten nicht immer, einzeln. Sie skelettieren anfangs die Blätter der Nahrungspflanzen, später fressen sie sie komplett und können sogar die gesamte Pflanze entlauben. Die Entwicklung kann bei günstigen Bedingungen bereits nach drei Wochen abgeschlossen sein. Die Raupen sind sehr anfällig für Parasitoide. Sehr viele werden durch Brackwespen wie Apanteles congregatus getötet. Die Verpuppung erfolgt in einem lockeren Kokon, der aus Erde und Pflanzenteilen unterhalb der Bodenoberfläche angelegt wird.

## Belege